# Diario de la guerra del cerdo
Diario de la guerra del cerdo es una novela del escritor argentino Adolfo Bioy Casares. Fue la cuarta novela publicada por el autor que la escribió cuando tenía alrededor de 55 años de edad. Es una narración breve, que cuenta una guerra entre los jóvenes y los viejos. Su protagonista es Isidoro Vidal (llamado erróneamente por los demás personajes «don Isidro»), un jubilado que un día despierta y descubre que los jóvenes han decidido comenzar a atacar y a amenazar a los viejos. La novela está ambientada en el barrio de Palermo, en la Ciudad de Buenos Aires, donde viven Isidoro Vidal y la mayoría de los personajes.

## El autor
Adolfo Bioy Casares, un autor destacado de la literatura de su país del siglo XX, que fue nombrado Miembro de la Legión de Honor de Francia en 1981, y designado Ciudadano ilustre de la Ciudad de Buenos Aires en 1986. Bioy Casares recibió también, entre otros premios, el Gran Premio de Honor de la Sociedad Argentina de Escritores en 1975 y el Premio Cervantes en 1990.

## Contexto histórico
La narración se ubica en un lapso de alrededor de una quincena en los meses de junio y julio del año 1969, que aunque no está expresado se sobrentiende por ciertos datos, el más claro en la página 146 de la edición de 1970 donde un taxista le comenta a Vidal: "el gobierno es muy abusador, sino fíjese en los teléfonos", en clara alusión a la imposición en 1969 del pulso medido, hecho que derivó en un enorme aumento del costo del servicio telefónico, al extremo que ya casi nadie prestaba el teléfono, un bien escaso para esa época. La novela se publica ese mismo año cuando, la Argentina, que estaba gobernada  por el régimen dictatorial encabezado por el general Juan Carlos Onganía que en 1966 había derrocado al presidente constitucional Arturo Umberto Illia, asistía al desarrollo de organizaciones guerrilleras integradas en su mayoría por jóvenes de 20 a 30 años. Este hecho también está esbozado en la obra, mediante alusiones a un tal Arturo Farrell, un demagogo que alienta la violencia de sus "Jóvenes Turcos" y que claramente alude a Perón en el exilio y su manipulación a través de mensajes escritos y de voz de las "formaciones juveniles" del Peronismo Revolucionario clandestino.

## Análisis
La novela está enfocada en el personaje de Isidoro Vidal, un hombre que si bien está jubilado, se encuentra en el límite de la vejez, al punto que algunos lo encuadran como “viejo” y otros, no. Vive en dos piezas de un conventillo del barrio de Palermo de Buenos Aires con su joven hijo Isidorito, a quien debió criar de chico pues su madre Violeta los abandonó a ambos.
A lo largo del relato la lucha entre jóvenes y viejos está siempre presente, estos últimos  –incluidos amigos y conocidos de Vidal de largo tiempo atrás- son objeto de ataques y persecuciones que en algunos casos acaba con su muerte, como el vendedor de diarios don Manuel a quien en las primeras páginas un grupo de jóvenes mata sin razón alguna. Los viejos se debaten entre los deseos de continuar su vida normal, la indignación y el miedo e incluso las relaciones familiares comienzan a ser afectadas.
La narración no es amable con la vejez, a la que presenta como el lugar de lo repugnante, de lo desvaído y de la muerte. A los personajes “viejos”, incluido Vidal, les cuesta reconocerse como tales y muestran su odio y rechazo con la vejez. Algunos de ellos como merecedores de la violencia de la que son víctimas: corretean a las muchachas, son egoístas y cobardes.
Bioy Casares retrata los jóvenes como violentos y descerebrados que realizan sus actos sin saber qué motivos les guían pero, dentro de la irracionalidad de la situación inserta frases alusivas a una explicación, como: “En esta guerra los chicos matan por odio contra el viejo que van a ser”, “a través de esta guerra (los jóvenes) entendieron de una manera íntima, dolorosa, que todo viejo es el futuro de algún joven. ¡De ellos mismos, tal vez! … matar a un viejo equivale a suicidarse” y “la muerte hoy no llega a los cincuenta sino a los ochenta años, y … mañana vendrá a los cien… Se acabó la dictadura del proletariado, para dar paso a la dictadura de los viejos.”
Por otra parte, en forma paralela a estos acontecimientos, el protagonista Vidal encontrará una muchacha que se enamore de él, lo proteja cuando la violencia lo amenace y la guerra del cerdo terminará. 

## Versión cinematográfica
En 1975 Leopoldo Torre Nilsson dirigió la película La guerra del cerdo basada en la novela de Bioy Casares.